# Douglas Stewart Davidson
Douglas Stewart Davidson, britanski general, * 1892, † 1958.